# Oreophasma exilis
Oreophasma exilis är en insektsart som först beskrevs av Brunner von Wattenwyl 1907.  Oreophasma exilis ingår i släktet Oreophasma och familjen Phasmatidae. Inga underarter finns listade i Catalogue of Life.